# Гражданин Икс
«Гражданин Икс» (англ. Citizen X) — телевизионный фильм, криминальная драма режиссёра Криса Джеролмо. Сценарий основан на реальных событиях и является экранизацией книги Роберта Каллена «The Killer Department». Премия Золотой глобус (лучшая роль второго плана Дональду Сазерленду). Съёмки картины прошли в Венгрии.

## Сюжет
Действие картины происходит в СССР и России. С 1978 года в различных районах Ростовской области начинают пропадать люди и обнаруживаются изуродованные тела. Власти на местах первое время отказываются верить в то, что орудует серийный убийца. В 1982 году дело передают следователю МВД лейтенанту Виктору Буракову. Курирует расследование полковник Михаил Фетисов. Поначалу следствие идет по ложному следу, считая, что имеет дело с гомосексуальным педофилом. В области начинаются массовые задержания гомосексуалов.
В 1984 году во время одного из разыскных мероприятий сотрудники задерживают Андрея Чикатило. При нём обнаружены верёвка и нож. Тем не менее его как члена партии отпускают. Сравнение анализа крови и спермы также не доказало его вину. Убийства продолжаются. На Буракова возрастает давление, и у него происходит психологический срыв. Власть в лице партийного функционера Бондарчука настаивает на снятии его с должности. Однако Фетисов заступается за своего подчиненного. Фетисов сообщает Бондарчуку, что, если тот попытается уволить следователя, он предаст огласке неприятные для Бондарчука факты, вскрывшиеся во время облавы на гомосексуалистов.
Во время пребывания в психиатрической клинике Бураков знакомится с врачом Александром Бухановским. Бураков предлагает впервые в советской практике прибегнуть к помощи психиатра. Специалист готовит для МВД подробный профиль убийцы. В документе он называет его «Гражданин Икс». Бухановский предполагает, что «Гражданин Икс» — добропорядочный с виду гражданин гетеросексуальной ориентации, семьянин, возможно, с некоторыми проблемами с потенцией.
В 1990 году, с началом перестройки и гласности, Фетисов становится генералом и руководителем МВД области, а Бураков полковником. Начинается самая масштабная в истории советских правоохранительных органов операция «Лесополоса», в результате которой, наконец, удаётся установить виновного и задержать Андрея Чикатило. Чикатило на допросах не признает свою вину и всячески затягивает время. 28 ноября 1990 года следователи приглашают для разговора с задержанным Бухановского. Врач зачитывает Чикатило его профиль и начинает расспрашивать о некоторых подробностях зверских убийств детей с сексуальным контекстом. Чикатило не выдерживает и в слезах сознаётся в содеянном.
Картина заканчивается сценой расстрела Андрея Чикатило в Новочеркасской тюрьме в феврале 1994 года.

## В ролях
| Актёр             | Роль                       |
| ----------------- | -------------------------- |
| Стивен Ри         | следователь Виктор Бураков |
| Дональд Сазерленд | полковник Михаил Фетисов   |
| Макс фон Сюдов    | Александр Бухановский      |
| Джеффри ДеМанн    | Андрей Чикатило            |
| Джон Вуд          | Горбунов                   |
| Джосс Экленд      | Бондарчук                  |
| Раду Амзулеску    | Федеренко                  |
| Андраш Балинт     | Игнатьев                   |
| Ион Карамитру     | Татевский                  |
| Имельда Стонтон   | жена Буракова              |

## Награды
- CableACE Awards
  - Лучший фильм или мини-сериал
  - Лучший актёр второго плана в фильме или мини-сериале (Деманн)
- Премия Эдгара Аллана По
  - Лучший мини-сериал или телевизионная постановка (Джеролмо)
- Прайм-таймовая премия «Эмми»
  - Лучший актёр второго плана в мини-сериале или телевизионной постановке (Сазерленд)
- Золотой глобус
  - Лучший актёр второго плана в мини-сериале или телевизионной постановке (Сазерленд) (победа)
  - Лучший мини-сериал или телевизионная постановка (номинация)
- Кинофестиваль в Сиджесе
  - Лучший фильм[4]